# Супоневское сельское поселение
Супо́невское сельское поселение — муниципальное образование в центральной части Брянского района Брянской области. Центр — село Супонево.
Образовано в результате проведения муниципальной реформы в 2005 году, путём преобразования дореформенного Супоневского сельсовета.

## Население
| 2010    | 2011    | 2012    | 2013    | 2014    | 2015    | 2016    | 2017    | 2018    |
| ------- | ------- | ------- | ------- | ------- | ------- | ------- | ------- | ------- |
| 10 264  | ↗10 281 | ↗10 437 | ↗10 523 | ↗10 602 | ↗10 625 | ↗10 745 | ↗10 773 | ↗10 947 |
| 2019    | 2020    | 2021    |         |         |         |         |         |         |
| ↗11 012 | ↗11 216 | ↗11 879 |         |         |         |         |         |         |

## Населённые пункты
| № | Населённый пункт | Тип     | Население |
| - | ---------------- | ------- | --------- |
| 1 | Антоновка        | деревня | ↗1424     |
| 2 | Курнявцево       | деревня | ↗368      |
| 3 | Супонево         | село    | ↗9450     |